# Tmesiphantes brescoviti
Espèce
Synonymes
- Magulla brescoviti Indicatti, Lucas, Guadanucci & Yamamoto, 2008

Tmesiphantes brescoviti est une espèce d'araignées mygalomorphes de la famille des Theraphosidae.

## Distribution
Cette espèce est endémique du Rio Grande do Sul au Brésil,. Elle se rencontre vers São Francisco de Paula.

## Description
Le mâle holotype mesure 13 mm et la femelle paratype 13 mm.

## Systématique et taxinomie
Cette espèce a été décrite sous le protonyme Magulla brescoviti par Indicatti, Lucas, Guadanucci et Yamamoto en 2008. Elle est placée dans le genre Tmesiphantes par Fabiano-da-Silva, Guadanucci et DaSilva en 2019.

## Étymologie
Cette espèce est nommée en l'honneur d'Antonio Domingos Brescovit.

## Publication originale
- Indicatti, Lucas, Guadanucci & Yamamoto, 2008 : Revalidation and revision of the genus Magulla Simon 1892 (Araneae, Mygalomorphae, Theraphosidae). Zootaxa, no 1814, p. 21–36.